# Denis MacEoin
Denis MacEoin, né le 26 janvier 1949 à Belfast en Irlande du Nord et mort le 6 juin 2022, est un écrivain irlandais et ancien enseignant, titulaire d'un doctorat en histoire de l'Islam. Ses spécialités universitaires sont notamment le chiisme, le shaykhisme, le babisme et le bahaïsme, sur lesquels ses publications sont nombreuses. Ses romans sont écrits sous les pseudonymes de Daniel Easterman et Jonathan Aycliffe. Son roman le plus célèbre, écrit sous le pseudonyme de Jonathan Aycliffe, est La chambre de Naomi, publié en 1991, et toujours en vente à ce jour.
Il vit avec sa femme à Newcastle upon Tyne, en Angleterre.

## Œuvres

### Romans
- La Chambre de Naomi, 1991 (Naomi's Room, 1991)
- Le Septième Sanctuaire, 1993 (The Seventh Sanctuary, 1987)
- La Nuit du 7e jour, 1991  (ISBN 978-2-266-08862-6) (Night of the Seventh Darkness, 1991)
- Le Nom de la Bête, 1994 (The Name of the Beast, 1992)
- Le Testament de Judas, 1995 (The Judas Testament, 1994)
- La Nuit de l'Apocalypse, 1996 (Day of Wrath - Night of the Apocalypse, 1995)
- Le jugement final, 1998 (The Final Judgement, 1996)
- K, 1999, (K is for Killing , 1997) – fiction uchronique mettant en scène des États-Unis alliés à l'Allemagne nazie en 1940.
- Incarnation, 2000 (Incarnation, 1998)
- Le Masque du Jaguar, 2000 (The Jaguar Mask, 2000)
- Minuit en plein Jour, 2002 (Midnight comes at noon, 2001)
- Maroc - Morocco, 2004 (Maroc, 2002)